# 느린 변경 차원
느린 변경 차원(Slowly changing dimension, SCD)은 데이터 관리 및 데이터 웨어하우징에서 정기적인 일정에 따르기보다는 천천히 그러나 예측할 수 없게 변경될 수 있는 상대적으로 정적인 데이터를 포함하는 차원이다. 일반적으로 느리게 변경되는 차원의 예로는 지리적 위치, 고객 또는 제품 이름과 같은 엔터티가 있다.
일부 시나리오에서는 참조 무결성 문제가 발생할 수 있다.
예를 들어, 데이터베이스에는 판매 기록을 저장하는 사실 테이블이 포함될 수 있다. 이 팩트 테이블은 외래 키를 통해 차원에 연결된다. 이러한 차원 중 하나에는 회사의 영업사원(예: 해당 영업사원이 근무하는 지역 사무소)에 대한 데이터가 포함될 수 있다. 그러나 영업사원은 때때로 한 지역 사무소에서 다른 지역 사무소로 이동된다. 판매 내역 보고 목적을 위해 특정 판매원이 이전 날짜에 특정 지역 사무소에 할당되었지만 해당 판매원이 현재 다른 지역 사무소에 할당되었다는 사실을 기록해야 할 수도 있다.
이러한 문제를 해결하려면 유형 0~6이라고 하는 SCD 관리 방법론이 필요하다. 유형 6 SCD는 하이브리드 SCD라고도 한다.

## 같이 보기
- 변경 데이터 캡처
- 이력 데이터베이스
- 멀티테넌시